# Mylo Xyloto (strips)
Mylo Xyloto is een stripserie gemaakt door de Britse rock band Coldplay en filmmaker Mark Osborne. Het sluit aan (en vertelt het verhaal van) het Coldplay album Mylo Xyloto.

## Publicatiegeschiedenis
Op 10 juli 2012 wordt op de website van Coldplay het zes-delige stripboek Mylo Xyloto aangekondigd. De eerste uitgave zou uitgebracht worden op Comic-Con, dat in de week plaatsvond dat het bericht uitgebracht werd. De serie werd gepubliceerd door de organisatie Bongo Comics. Het verhaal volgt Mylo, een zogenoemde 'silencer', die volgens Mark Osborne (filmmaker), onderdeel is van een 'oorlog tegen geluid en kleur'. Samen met Osborne, schreef Dylan Haggerty de stripboekken, met tekeningen van Alejandro Fuentes.

## Hoofdpersonen
Myloeen gedesillusioneerde Silencer (een lid van de geheime politie van Silencia) die zich bij de rebellen voegt nadat hij een van de muzikale graffiti van de Sparkers heeft aangeraakt.
Rexeen mede-Silencer van Mylo die toegewijd is aan zijn werk en de strijd tegen de Sparkers.
Major Minusde vertegenwoordiger van de Irdok in Silencia en het publieke gezicht van de Irdok-heerschappij. Hij is ook de Irdok-functionaris die toezicht houdt op de Silencers. Hij verschijnt regelmatig op de Hypnofeed in de show Miles of Smiles en publiceert propaganda over Sparkers en kleur.
Flyde leider van de Sparkers en de romantische interesse voor Mylo. Ze is zo'n grote bedreiging voor majoor Minus dat hij gratis Hypnofeed aanbiedt aan de persoon die haar betrapt.

## Korte inhoud
In de wereld van Silencia heerst de soort genaamd de Irdoks over de Silencians in een dystopische politiestaat. Ze hebben een militaire politie, gerekruteerd uit Silencians, bekend als de Silencers. Deze handhaven de wetten van de Irdoks, genaamd Chromatic and Acoustic Level Management (CALM). De Irdoks verdedigen hun beleid van CALM door te verwijzen naar een "Grote Kleurenoorlog" die een soort genaamd de Eaters voortbracht, waartegen de Irdoks de Silencians beschermen. Vanwege het gebrek aan kleur en geluid in hun wereld, gebruiken de Silencians een hulpmiddel genaamd de Hypnofeed, dat hen constant voorziet van visuele en (ogenschijnlijk) audio stimulatie. Major Minus heeft echter een probleem met voortdurende rebellie van een groep genaamd de Sparkers, die Sparks (kleurrijke muzikale graffiti) creëren om de bevolking wakker te schudden uit de Hypnofeed.

## Uitgaven
- Uitgave 0: "The Car Kids" ("Hurts Like Heaven" muziekvideo[1])
- Uitgave 1: "Colour is crime"
- Uitgave 2: "Cover-up"
- Uitgave 3: "Another World"
- Uitgave 4: "Up with the birds" (referentie naar de gelijknamige muziekvideo van Coldplay.)
- Uitgave 5: "Upgrade"
- Uitgave 6: "This Could Be Paradise" (gewijd aan de muziekvideo "Paradise")

## Edities
Om de release van de strips te promoten, was de muziekvideo "Hurts Like Heaven" ook nummer 0 van de Mylo Xyloto -strip.